# 6031 Ryokan
6031 Ryokan este un asteroid din centura principală de asteroizi.

## Descriere
6031 Ryokan este un asteroid din centura principală de asteroizi. A fost descoperit pe 26 ianuarie 1982 la Kiso de Hiroki Kosai și Kiichiro Hurukawa. Asteroidul prezintă o orbită caracterizată de o semiaxă mare de 3,02 ua, o excentricitate de 0,02 și o înclinație de 10,9° în raport cu ecliptica.